# Cable de fibra de Manatua One Polynesia
El sistema de cable de fibra de Manatua, també conegut com a Manatua – One Polynesia Cable, és un cable de comunicacions submarí que uneix Samoa, Niue, les Illes Cook i la Polinèsia Francesa. Aquesta infraestructura és la primera connectivitat per cable de fibra òptica disponible a les Illes Cook. És una prolongació del cable Honotua que uneix Hawaii i Tahití.
SubCom el va fabricar als Estats Units, una empresa del fons d'inversió Cerberus Capital Management. El juliol de 2020 la instal·lació es va declarar «a punt per al servei».

## Organització
El projecte el va gestionar el Consorci de Manatua, format per les entitats següents:
- L'Office des Postes et Télécommunications (OTP), l'operadora de telecomunicacions de la Polinèsia Francesa.
- Avaroa Cable Limited (ACL), l'operadora de cable de les Illes Cook.
- Telecom Niue Limited (TNL), l'operadora de telecomunicacions de Niue.
- La Samoa Submarine Cable Company (SSCC), l'operadora de cable de l'Estat Independent de Samoa.

## Història
El consorci del cable Manatua es va formar en signar un tractat internacional l'abril de 2017 entre els governs de les Illes Cook, Niue, Samoa i la Polinèsia Francesa.
La instal·lació del cable va començar el novembre de 2019 i va concloure el gener de 2020. L'operació va durar més de cinquanta dies i es va dur a terme utilitzant el vaixell de cable Reliance de SubCom, que va treballar dia i nit per a instal·lar el cable de 3.600 km al fons marí del Pacífic Sud, fins i tot van haver d'afrontar dos ciclons tropicals.
Els treballs van començar a Apia, Samoa, i van incloure desembarcaments a Niue, Rarotonga i Aitutaki a les Illes Cook, així com a Bora Bora i Tahití a la Polinèsia Francesa, completant-se amb èxit. En alguns moments, més de 100 persones, incloent-hi molts contractistes locals, van participar en les operacions tant a terra com a la mar per portar cada desembarcament del cable a terra. L'arribada del cable a cada ubicació es va celebrar amb cerimònies i benediccions tradicionals polinèsies.

## Característiques tècniques
El cable té una longitud de 3.634 km i és un sistema de dos parells de fibra òptica que connecta tots els territoris ja mencionats. Cada parell de fibra té una capacitat inicial de 10 terabits per segon (= 10.000.000 megabits per segon), amb la possibilitat d'ampliar-se en el futur per satisfer la demanda creixent de dades.